# Taaningichthys minimus
Taaningichthys minimus és una espècie de peix de la família dels mictòfids i de l'ordre dels mictofiformes.

## Morfologia
- Els mascles poden assolir 6,5 cm de longitud total.
- Nombre de vèrtebres: 39-41.[4][5]

## Reproducció
És ovípar amb larves i ous planctònics.

## Hàbitat
És un peix marí i d'aigües profundes que viu entre 90-800 m de fondària.

## Distribució geogràfica
Es troba a l'Atlàntic (40°N-20°N), l'Índic (20°S-30°S), el Pacífic occidental (Nova Zelanda) i el Pacífic central i nord-oriental (35°N-12°N).